# Inżynieria rehabilitacyjna
Inżynieria rehabilitacyjna – dziedzina inżynierii biomedycznej, zajmująca się wykorzystaniem osiągnięć techniki w rehabilitacji osób z różny rodzajem i poziomem deficytów, głównie funkcjonalnych: osób niepełnosprawnych, osób w podeszłym wieku, a także pacjentów wykorzystujących osiągnięcia inżynierii rehabilitacyjnej okresowo podczas fazy zdrowienia. Obejmuje szereg zagadnień głównie z zakresu biomechaniki, protetyki i propedeutyki nauk medycznych.